# Jeunesse socialiste suisse
Pour les articles homonymes, voir JSS.
 (mai 2019).
Si vous disposez d'ouvrages ou d'articles de référence ou si vous connaissez des sites web de qualité traitant du thème abordé ici, merci de compléter l'article en donnant les références utiles à sa vérifiabilité et en les liant à la section « Notes et références ».
La Jeunesse socialiste suisse (abrégé en JS Suisse ou JSS) est l'organisation de jeunesse officielle du Parti socialiste suisse (PS), créée en 1961.
Ses membres sont âgés de 14 à 35 ans et sont réunis dans 47 sections (état 2016) dans tout le pays. Au niveau international, la JSS est membre de la IUSY et membre associée de la YES (Jeunes socialistes européens).
La Jeunesse socialiste suisse est ouvertement anticapitaliste et sa ligne politique est nettement plus à gauche que celle du PS Suisse.
Le parti publie un journal trilingue appelé Infrarouge.

## Histoire

### Nouveau départ après 1945
La « Jeunesse social-démocrate » (VJS) est fondée en 1961.
Elle prend le nom de « Jeunes socialistes suisses » (JSS) en 1971. Son premier président est le conseiller national Andreas Gross, qui reste en fonction jusqu'en 1983[réf. nécessaire].
Pendant ce temps, de nombreux JSS participent à la formation du Groupe pour une Suisse sans armée (GSSA).[réf. nécessaire] Le lancement de la première initiative pour l'abolition de l'armée en 1989 conduit à des tensions avec le parti socialiste.
Le milieu des années 1990, le conflit entre « réformistes » et « marxistes », s'intensifie, comme le mentionne eux-mêmes les deux camps[réf. nécessaire]. Il existe des débats, par exemple, sur la présence au gouvernement du PS ou le renversement du capitalisme. La JSS s’occupe, à cette époque, essentiellement d’elle-même. À une exception, le lancement de l’initiative sur l'apprentissage (LIPA) qui est en 2003 rejetée par le peuple.

### Un renouveau à partir de 2007
En 2007, le PS perd les élections. En plus des jeunes démocrates-chrétiens, la JSS est le seul parti de jeune sans conseiller national ou conseiller aux États. À ce moment, le parti prend conscience que des changements sont nécessaires. La JSS se dote d’un bureau pour gérer le parti au quotidien.
En avril 2008, il est décidé de réintroduire une présidence après plus de vingt années. Le 7 juin 2008, Cédric Wermuth, 22 ans, de Baden, remporte l'élection dans laquelle il était opposé à Priska Grütter de Roggwil par 46 voix contre 8. Le 26 octobre 2008, il est élu vice-président du PSS et porte ainsi les deux casquettes. Il est élu au Conseil national en 2011.
Durant cette période, la JSS a connu une croissance rapide, passant de 1 000 à 3 500 membres de 2007 à 2015. La présence du parti dans les médias et l’influence de la JSS sur le PS augmentent. La formation des membres redevient une priorité. En août 2009, plus de 150 personnes participent au premier camp d’été de la JSS.
En juillet 2009, l’initiative « 1:12 pour des salaires équitables » est lancée. La proposition est la suivante : dans une entreprise, personne ne peut gagner plus en un mois que ses employés en 12 mois. En mars 2011, l'initiative est déposée. En novembre 2013, l’initiative 1:12 obtiendra 35 % de votes positifs.

### Nouveau bureau, nouvelle initiative
Le parti se renouvelle avec l’élection de David Roth comme président après Cédric Wermuth et l’entrée de Kristina Schüpbach comme secrétaire centrale à la place de Tanya Walliser. Puis, ils seront rejoints par Filippo Rivola, vice-secrétaire central et responsable pour la Romandie. Lors des élections nationales de l'automne 2011, la JSS aligne 167 candidats dans 17 cantons et obtient un peu moins de 1 % des voix des électeurs suisses.
En 2012, la JSS a adopté un nouveau document de fond, Démocratie socialiste, présentant sa vision du dépassement du capitalisme par le socialisme démocratique. Ce document comporte notamment la socialisation des moyens de production, l'autogestion dans l'organisation du travail, et l'abolition du salariat.
La JSS lance en 2012 sa deuxième initiative : "Pas de spéculation sur les denrées alimentaires". L'initiative a été déposée, en 2014, à la Chancellerie fédérale, avec environ 140 000 signatures.

## Positions
La JSS s’engage pour une société dans laquelle personne n’est défavorisé du fait de son origine, de la couleur de sa peau ou de son genre. Le traditionnel appel qu’elle poursuit est d’atteindre son objectif grâce à l’utilisation de la démocratisation de l’économie et de la distribution des politiques et des initiatives réglementaires telles que l’initiative 1 :12 et l’initiative contre la spéculation sur les denrées alimentaires.
Elle se bataille aussi contre les interdictions de périmètre ou zone géographique. En été 2008, la JSS appelait par exemple, aux organisateurs de Bottelones de ne pas tenir compte des interdictions de périmètre dans une ville comme Berne.
La JSS était très critique vis-à-vis de l’armée suisse, et participe, par exemple, au référendum contre l’achat de nouveaux avions de combat. Elle s’engage pour la protection du climat et exige la sortie de l’énergie nucléaire.
Dans la politique de formation, la JSS appelle à l’abolition des notes qui devraient être remplacées par une « appréciation qualitative ». Elle appelle également à une augmentation du personnel enseignant, puisqu’elle espère un meilleur environnement d’apprentissage pour les élèves. La JSS exige aussi un salaire minimum pour les apprenti-e-s. Les bourses d’études devraient être, à l’échelle nationale, plus unifiées et garantir le minimum vital.

## Initiatives

### 1:12 – pour des salaires équitables
En juillet 2009, la JSS lance l’initiative « 1:12 pour des salaires équitables ». La proposition est la suivante : dans une entreprise, personne ne peut gagner plus en un mois que ses employés en 12 mois. L’initiative fait sensation à l’échelle nationale et scandalise les partis de la droite bourgeoise. En mars 2011, l’initiative est déposée avec près de 130 000 signatures.
L’initiative est soumise au vote populaire en novembre 2013. Elle obtient 35 % de votes en sa faveur. Le canton du Tessin est le plus ouvert à la proposition avec 49 % de oui.

### Pas de spéculation sur les denrées alimentaires
En 2012, la JSS lance sa deuxième initiative : « Pas de spéculation sur les denrées alimentaires ». Cette initiative vise à interdire aux banques et aux caisses de pensions de jouer sur les prix des denrées alimentaires sur les marchés boursiers. Elle interdit l’échange ou la création d’outils financiers sur les contrats à terme. L'initiative a été déposée, en 2014, à la Chancellerie fédérale, avec environ 140 000 signatures. L’initiative a été rejetée par 40,1 % d'avis favorables contre 59,9 %, lors du vote du 28 février 2016. Seuls les cantons du Jura et de Bâle-Ville ont accepté l’initiative.

### Initiative 99%
C'est le 4 octobre 2017 que la JS Suisse lance sa troisième initiative : « Alléger les impôts sur les salaires, imposer équitablement le capital », appelée « Initiative 99% ». Celle-ci vise à ce que les revenus issus du capital (dividendes, intérêts, gains sur actions, etc.) soient imposables avec un coefficient de 150 %, au-dessus d'un certain seuil. La JS Suisse propose un seuil de 100 000 francs suisses par an. Ainsi avec l'initiative, une personne ayant des revenus du capital de 150 000 francs devrait payer des impôts comme si elle en avait gagné 175 000.
Selon la JS Suisse, l'initiative permettrait de générer entre 5 et 10 milliards de francs de recettes fiscales supplémentaires, qui seraient affectées à la réduction de l'imposition des petits et moyens revenus du travail ainsi qu'à des paiements en faveur de la prospérité sociale.
Le parti justifie le fait que les grands revenus du capital doivent être imposés plus fortement que les revenus du travail par le fait qu'il ne sont liés à aucune création de valeur mais qu'ils constituent simplement une démultiplication d'argent, sans effort. Pour illustrer cela, la JS Suisse choisit le slogan « L'argent ne travaille pas, nous oui. »

### Initiative pour l'avenir
Le 17 août 2022, la JS Suisse lance sa quatrième initiative : l'initiative pour l'avenirCette initiative vise à mettre en place une politique climatique sociale en taxant ceux qui sont considérés comme « ultra-riches ». La JS Suisse estime que les ultra-riches sont les grands profiteurs du système « à l'origine de la crise climatique, soit le capitalisme » et que c'est donc à eux de payer pour la politique climatique, et non à la majorité de la population.
Dans cette optique, la JS Suisse souhaite imposer la part des héritages dépassant les 50 millions à 50 % pour "financer la politique climatique". Cet impôt toucherait selon elle 2 000 personnesenviron. Selon le parti, cela permettrait de dégager environ 6 milliards par an, qui seraient utilisés pour une transformation écologique de l'ensemble de l'économie, en particulier dans le domaine du travail, des logements et des services publics.
L'initiative est déposée le 8 février 2024 avec plus de 140'000 signatures.

## Organisation

### Relations avec le PS
La JSS est une association indépendante, regroupant des jeunes membres ou non du PS. Cela étant, elle est reconnue comme jeunesse de parti officielle du PS Suisse et elle s'engage totalement au sein du PS pour influencer les positions du parti. Elle dispose notamment d'un représentant au Comité directeur, élu par l'assemblée annuelle de la JSS.
Elle a par le passé affiché publiquement ses divergences avec le PS, par exemple en demandant en 2002 la démission du ministre PS Moritz Leuenberger, jugé trop à droite en matière de services publics. La JS Suisse a également pris position contre PV2020 (en 2017) et RFFA (2019), deux réformes soutenues par le PS au niveau fédéral. Plus récemment, elle a fortement critiqué Alain Berset à la suite de l'acceptation de la réforme AVS21, le jugeant responsable de cette réforme acceptée de justesse, en raison de son très grand engagement en faveur du OUI dans la campagne.
En 2023, la JS Suisse demande la sortie du PS du Conseil fédéral si la gauche ne parvient pas à gagner un troisième siège au Conseil fédéral dans le cadre des élections fédérales de la même année. Comme cette condition ne s'est pas réalisée, la Jeunesse socialiste défend depuis une sortie du Conseil fédéral afin de pouvoir mener une politique d'opposition forte.

### Présidence
- Depuis juin 2024 : Mirjam Hostetmann[16]
- 2022-2024 : Nicola Siegrist[17]
- 2019 - 2022 : Ronja Jansen[18],[19]
- 2016 - 2019 : Tamara Funiciello[20],[21]
- 2014 - 2016 : Fabian Molina[22],[23]
- 2011 - 2014 : David Roth[24]
- 2008 - 2011 : Cédric Wermuth[25]